# ニュージーランドトロフィー
ニュージーランドトロフィーは、日本中央競馬会（JRA）が中山競馬場で施行する中央競馬の重賞競走（GII）である。
正賞はレーシングタウランガ賞、ニュージーランド航空賞。

## 概要
3着までの馬にNHKマイルカップの優先出走権が与えられるトライアル競走。
1971年にニュージーランドの「ベイオブプレンティレーシングクラブ（現・レーシングタウランガ）」からカップの寄贈を受けたことに伴い、交換競走として行われた「ベイオブプレンティレーシングクラブ賞グリーンステークス」が本競走の前身。その後、1983年に4歳（現3歳）馬限定の重賞競走として「ニュージーランドトロフィー4歳ステークス（ニュージーランドトロフィーよんさいステークス）」の名称で新設された。1984年よりグレード制が導入されGIIIに格付け、1987年よりGIIに格上げされた後、2001年より現名称となった。しかし、2019年・2020年のレースレーティングが2年連続で3歳GIIの格付基準を満たさなかったことにより日本グレード格付け管理委員会から警告を受けている。2022年のレーティングが格付基準よりも3ポンドを超えて下回った場合、GIIIへの降格が審査されることになっていたが、同年のレースレーティングが3歳GIIの格付基準を満たしたことにより、2023年以降もGII格付けが継続されることになった。
創設時は東京競馬場の芝1600mで5月に行われていたが、1996年にNHKマイルカップが創設されると本競走はNHKマイルカップトライアルに指定され、施行時期を4月下旬に移設のうえ距離も1400mに短縮された。2000年には施行場を中山競馬場に、距離を1600mに変更のうえ施行時期も4月上旬に繰り上げられた。
創設時から外国産馬が出走可能となっていたが、1996年から牡馬・牝馬限定に変更。あわせて地方競馬所属馬も出走可能になった。2009年からは国際競走となり、外国馬も出走可能になった。

### 競走条件
以下の内容は、2025年現在のもの。
出走資格：サラ系3歳牡馬・牝馬
- JRA所属馬
- 地方競馬所属馬（後述）
- 外国競走馬（優先出走）

負担重量：馬齢（牡馬57kg、牝馬55kg）
NHKマイルカップのステップ競走に指定されており、地方競馬所属馬はNHKマイルカップの出走候補馬（3頭まで）が出走可能なほか、JRAの3歳芝重賞競走の優勝馬および2歳GI競走の優勝馬にも出走資格が与えられる。

### 賞金
2025年の1着賞金は5400万円で、以下2着2200万円、3着1400万円、4着810万円、5着540万円。

## 歴史
- 1983年 - 4歳馬限定の重賞競走として「ニュージーランドトロフィー4歳ステークス」の名称で新設、東京競馬場の芝1600mで施行[5]。
- 1984年 - グレード制施行によりGIII[注 1]に格付け[8]。
- 1987年 - GII[注 1]に格上げ[8]。
- 1996年
  - NHKマイルカップトライアルに指定[5]。
  - 指定交流競走としてNHKマイルカップと安田記念のステップ競走に指定、地方競馬所属馬（NHKマイルカップと安田記念の出走候補馬）が各3頭まで出走可能になる[8]。
  - 出走条件を「4歳牡馬・牝馬」に変更[5]。
- 2000年 - 地方競馬所属馬（NHKマイルカップの出走候補馬）の出走枠を2頭に縮小[8]。
- 2001年
  - 馬齢表示の国際基準への変更に伴い、出走条件を「3歳牡馬・牝馬」に変更。
  - 名称を「ニュージーランドトロフィー」に変更[5]。
- 2007年 - 日本のパートI国昇格に伴い、格付表記をJpnIIに変更[13]。
- 2009年
  - 国際競走に変更され、外国調教馬が8頭まで出走可能となる[11]。
  - 格付表記をGII（国際格付）に変更[11]。
- 2011年 - 東日本大震災および福島原発事故の影響により、阪神競馬場で代替開催。
- 2019年 - 「ウオッカ追悼競走」の副称を付けて施行[14]。
- 2020年 
  - 正賞がベイオブプレンティレーシングクラブ賞からレーシングタウランガ賞に変更となる。
  - COVID-19の感染拡大防止のため「無観客競馬」として実施[15]。
- 2022年 - 格付基準を2年連続して満たさなかったため、日本グレード格付管理委員会よりGII格付けに対する警告を受ける。

### 歴代優勝馬
コース種別を表記していない距離は、芝コースを表す。
優勝馬の馬齢は、2000年以前も現行表記に揃えている。
競走名は第18回まで「ニュージーランドトロフィー4歳ステークス」、第19回以降は「ニュージーランドトロフィー」。
| 回数   | 施行日        | 競馬場 | 距離  | 優勝馬             | 性齢 | タイム | 優勝騎手     | 管理調教師 | 馬主                                 |
| ------ | ------------- | ------ | ----- | ------------------ | ---- | ------ | ------------ | ---------- | ------------------------------------ |
| 第1回  | 1983年5月28日 | 東京   | 1600m | アップセッター     | 牡3  | 1:37.0 | 岡部幸雄     | 田中和夫   | ホースマン                           |
| 第2回  | 1984年5月26日 | 東京   | 1600m | ニッポースワロー   | 牡3  | 1:37.8 | 蛯名信広     | 久保田金造 | 山石祐一                             |
| 第3回  | 1985年5月25日 | 東京   | 1600m | マルヨプラード     | 牡3  | 1:38.6 | 作田誠二     | 武宏平     | 野村春行                             |
| 第4回  | 1986年5月24日 | 東京   | 1600m | ニッポーテイオー   | 牡3  | 1:36.8 | 郷原洋行     | 久保田金造 | 山石祐一                             |
| 第5回  | 1987年6月7日  | 東京   | 1600m | ユーワジェームス   | 牡3  | 1:35.2 | 安田富男     | 新関力     | （株）ユーワ                         |
| 第6回  | 1988年6月5日  | 東京   | 1600m | オグリキャップ     | 牡3  | 1:34.0 | 河内洋       | 瀬戸口勉   | 佐橋五十雄                           |
| 第7回  | 1989年6月4日  | 東京   | 1600m | アクアビット       | 牡3  | 1:35.1 | 柴田政人     | 嶋田功     | 那須野牧場                           |
| 第8回  | 1990年6月3日  | 東京   | 1600m | ミュージックタイム | 牡3  | 1:34.9 | 岡部幸雄     | 松山康久   | 吉田善哉                             |
| 第9回  | 1991年6月2日  | 東京   | 1600m | ヴァイスシーダー   | 牡3  | 1:35.3 | 柴田善臣     | 増本豊     | 杉浦秀雄                             |
| 第10回 | 1992年6月7日  | 東京   | 1600m | シンコウラブリイ   | 牝3  | 1:34.9 | 岡部幸雄     | 藤沢和雄   | 安田修                               |
| 第11回 | 1993年6月6日  | 東京   | 1600m | トーヨーリファール | 牡3  | 1:34.6 | 松永昌博     | 松永善晴   | （有）トーヨークラブ                 |
| 第12回 | 1994年6月5日  | 東京   | 1600m | ヒシアマゾン       | 牝3  | 1:35.8 | 中舘英二     | 中野隆良   | 阿部雅一郎                           |
| 第13回 | 1995年6月4日  | 東京   | 1600m | シェイクハンド     | 牝3  | 1:35.3 | 芹沢純一     | 沖芳夫     | マエコウファーム（有）               |
| 第14回 | 1996年4月20日 | 東京   | 1400m | ファビラスラフイン | 牝3  | 1:22.4 | 藤田伸二     | 長浜博之   | 吉田和子                             |
| 第15回 | 1997年4月20日 | 東京   | 1400m | シーキングザパール | 牝3  | 1:21.1 | 武豊         | 森秀行     | 植中倫子                             |
| 第16回 | 1998年4月26日 | 東京   | 1400m | エルコンドルパサー | 牡3  | 1:22.2 | 的場均       | 二ノ宮敬宇 | 渡邊隆                               |
| 第17回 | 1999年4月25日 | 東京   | 1400m | ザカリヤ           | 牡3  | 1:23.4 | 的場均       | 二ノ宮敬宇 | 伊達秀和                             |
| 第18回 | 2000年4月8日  | 中山   | 1600m | エイシンプレストン | 牡3  | 1:34.4 | 福永祐一     | 北橋修二   | 平井豊光                             |
| 第19回 | 2001年4月7日  | 中山   | 1600m | キタサンチャンネル | 牡3  | 1:35.7 | 高橋亮       | 橋口弘次郎 | （有）大野商事                       |
| 第20回 | 2002年4月6日  | 中山   | 1600m | タイキリオン       | 牡3  | 1:32.1 | 柴田善臣     | 田中清隆   | （有）大樹ファーム                   |
| 第21回 | 2003年4月12日 | 中山   | 1600m | エイシンツルギザン | 牡3  | 1:34.6 | 横山典弘     | 藤原英昭   | 平井豊光                             |
| 第22回 | 2004年4月10日 | 中山   | 1600m | シーキングザダイヤ | 牡3  | 1:33.5 | 武豊         | 森秀行     | 青山洋一                             |
| 第23回 | 2005年4月9日  | 中山   | 1600m | マイネルハーティー | 牡3  | 1:33.4 | 内田博幸     | 中村均     | （株）サラブレッドクラブ・ラフィアン |
| 第24回 | 2006年4月8日  | 中山   | 1600m | マイネルスケルツィ | 牡3  | 1:33.5 | 柴田善臣     | 稲葉隆一   | （株）サラブレッドクラブ・ラフィアン |
| 第25回 | 2007年4月7日  | 中山   | 1600m | トーホウレーサー   | 牡3  | 1:33.9 | 後藤浩輝     | 川村禎彦   | 東豊物産（株）                       |
| 第26回 | 2008年4月12日 | 中山   | 1600m | サトノプログレス   | 牡3  | 1:35.0 | 横山典弘     | 国枝栄     | 里見治                               |
| 第27回 | 2009年4月11日 | 中山   | 1600m | サンカルロ         | 牡3  | 1:33.8 | 吉田豊       | 大久保洋吉 | （有）社台レースホース               |
| 第28回 | 2010年4月10日 | 中山   | 1600m | サンライズプリンス | 牡3  | 1:32.9 | 横山典弘     | 音無秀孝   | 松岡隆雄                             |
| 第29回 | 2011年4月9日  | 阪神   | 1600m | エイシンオスマン   | 牡3  | 1:34.5 | 幸英明       | 松永昌博   | 平井豊光                             |
| 第30回 | 2012年4月7日  | 中山   | 1600m | カレンブラックヒル | 牡3  | 1:33.2 | 秋山真一郎   | 平田修     | 鈴木隆司                             |
| 第31回 | 2013年4月6日  | 中山   | 1600m | エーシントップ     | 牡3  | 1:34.8 | 内田博幸     | 西園正都   | （株）栄進堂                         |
| 第32回 | 2014年4月12日 | 中山   | 1600m | ショウナンアチーヴ | 牡3  | 1:33.3 | 後藤浩輝     | 国枝栄     | 国本哲秀                             |
| 第33回 | 2015年4月11日 | 中山   | 1600m | ヤマカツエース     | 牡3  | 1:34.8 | 池添謙一     | 池添兼雄   | 山田和夫                             |
| 第34回 | 2016年4月9日  | 中山   | 1600m | ダンツプリウス     | 牡3  | 1:33.9 | 丸山元気     | 山内研二   | 山元哲二                             |
| 第35回 | 2017年4月8日  | 中山   | 1600m | ジョーストリクトリ | 牡3  | 1:36.0 | A.シュタルケ | 清水久詞   | 上田けい子                           |
| 第36回 | 2018年4月7日  | 中山   | 1600m | カツジ             | 牡3  | 1:34.2 | 松山弘平     | 池添兼雄   | （株）カナヤマホールディングス       |
| 第37回 | 2019年4月6日  | 中山   | 1600m | ワイドファラオ     | 牡3  | 1:34.2 | 内田博幸     | 角居勝彦   | 幅田昌伸                             |
| 第38回 | 2020年4月11日 | 中山   | 1600m | ルフトシュトローム | 牡3  | 1:33.0 | 石橋脩       | 堀宣行     | （有）サンデーレーシング             |
| 第39回 | 2021年4月10日 | 中山   | 1600m | バスラットレオン   | 牡3  | 1:33.1 | 藤岡佑介     | 矢作芳人   | 広尾レース（株）                     |
| 第40回 | 2022年4月9日  | 中山   | 1600m | ジャングロ         | 牡3  | 1:33.5 | 武豊         | 森秀行     | 藤田晋                               |
| 第41回 | 2023年4月8日  | 中山   | 1600m | エエヤン           | 牡3  | 1:33.7 | M.デムーロ   | 伊藤大士   | （株）ニッシンホールディングス       |
| 第42回 | 2024年4月6日  | 中山   | 1600m | エコロブルーム     | 牡3  | 1:34.4 | 横山武史     | 加藤征弘   | 原村正紀                             |
| 第43回 | 2025年4月12日 | 中山   | 1600m | イミグラントソング | 牡3  | 1:32.4 | 石川裕紀人   | 辻哲英     | 吉田勝己                             |